# Daniel Shays

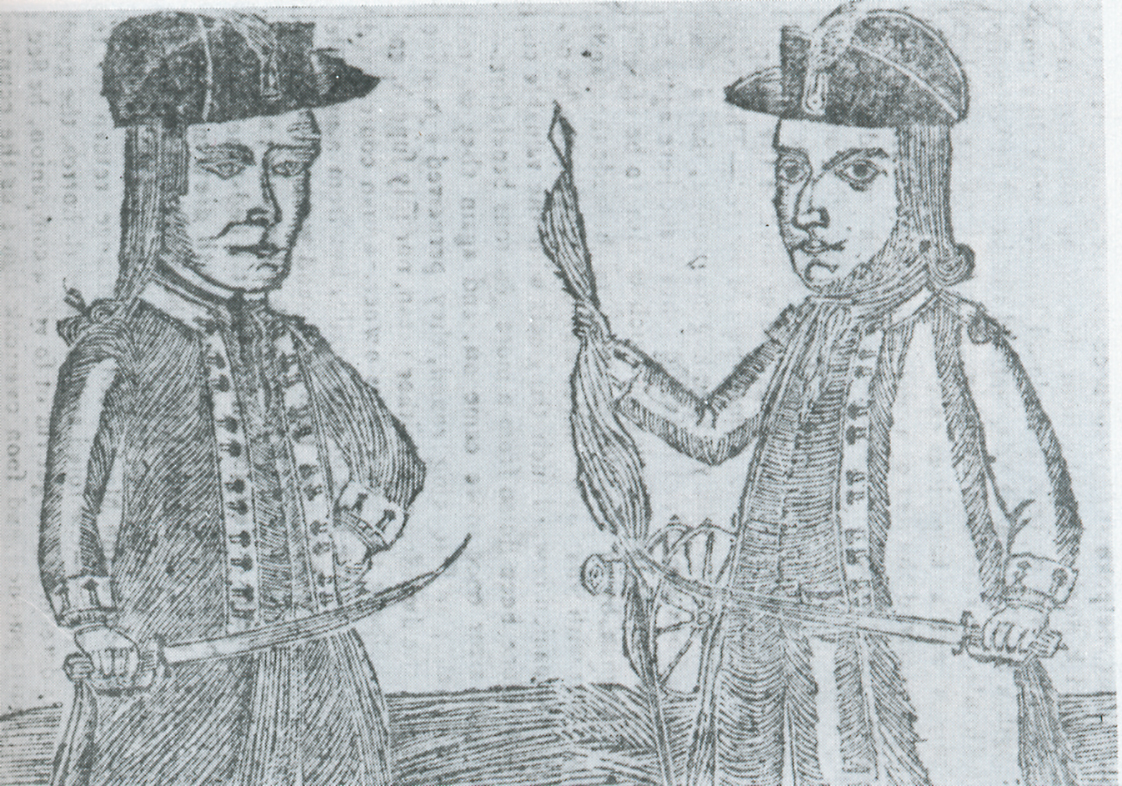
Eine vermutlich fiktive Darstellung von Daniel Shays (links) und Job Shattuck aus dem Bickerstaff's Boston Almanac von 1787

Unterschrift Daniel Shays

Daniel Shays (* vermutlich 1741; † 29. September 1825) war ein US-amerikanischer Farmer und Offizier im Unabhängigkeitskrieg, der 1786 als Anführer eines bewaffneten Bauernaufstands („Shays’ Rebellion“) Bekanntheit erlangte. In seiner gesamten Lebenszeit verbot Shays, ein Porträt von sich anfertigen zu lassen, weshalb sein wahres Aussehen unbekannt bleibt.

## Biografie

### Die amerikanische Revolution
Während der Zeit des Unabhängigkeitskrieges diente Shays in der rebellierenden Kontinentalarmee. Er war an der Boston-Kampagne beteiligt, in der er an der Schlacht von Bunker Hill, sowie an den Gefechten von Lexington und Concord und der Schlacht von Saratoga teilnahm. Während des Krieges wurde er verwundet und schied im Jahre 1780 unbezahlt aus dem Militärdienst aus. Nach seiner Rückkehr nach Hause stellte er fest, dass er wegen unbezahlter Schulden, die er immer noch nicht bezahlen konnte, weil er nicht für den Militärdienst bezahlt wurde, vor Gericht berufen worden war.

### Nachkriegszeit
Shays war besorgt, als er erfuhr, dass sich viele andere Farmer und Veteranen in der gleichen finanziellen Situation wie er befanden. Gemeindetreffen enthüllten, dass die Veteranen nach dem Entlassen schlecht behandelt wurden und dass die Geschäftsleute versuchten, aus den bäuerlichen Kleinbetrieben Geld herauszuquetschen, um ihre eigenen Schulden bei den europäischen Kriegsinvestoren zu bezahlen. Shays und seine Leidgenossen versuchten zunächst, die Gesetzgeber in Boston mit Petitionen um Hilfe zu ersuchen. Nach mehreren Jahren erfolgloser Petitionen und Volksversammlungen entschieden sich Shays und die Mitglieder seiner Gruppierung, die sich selbst als Regulators bezeichneten, schließlich zur gewaltsamen Rebellion.

### Shays' Rebellion
Im September 1786 stieg Shays zu einem der Anführer auf, die die Einheiten der Rebellen befehligten. Anlass für seine Entscheidung massiver vorzugehen, war die Anklage des Gerichtshofes vom 19. September gegen elf Anführer der Rebellion, darunter drei Freunde von Shays. Der Aufstand wurde bald, nach dem Zusammenstoß von ungefähr 800 Farmern unter Shays mit einer Einheit Privatmiliz von ungefähr der gleichen Größe bei Springfield am 26. September 1786, als „Shays' Rebellion“ bekannt. Vier Männer wurden getötet – die ersten Opfer der Rebellion – und viele andere verwundet. Shays und seine Männer hatten versucht, die Einberufung des obersten Gerichtshofes von Massachusetts zu verhindern, weil sie Anklagen gegen die Bauern des Umlandes befürchteten.
Im Winter des Jahres 1786 kam es zu offenen Kämpfen zwischen den Regierungstruppen und den Rebellen. Nach mehreren Scharmützeln wurden Shays und seine Männer am 2. Februar 1787 bei Petersham, Massachusetts besiegt. Im Anschluss floh Shays in die Republik Vermont. Des Verrats angeklagt und in Abwesenheit zum Tode verurteilt, stellte Shays im Februar 1788 einen Antrag auf Amnestie. Der Antrag wurde stattgegeben und Shays siedelte daraufhin am 13. Juni nach Rensselaerville, New York über.

## Späteres Leben
Später wurde Shays von der Bundesregierung eine Pension für seinen Dienst im Unabhängigkeitskrieg in monatlicher Höhe von 20 $ zugesprochen. Bis zum Ende seines Lebens betonte er, dass sein Dienst während der Revolutionszeit und sein Kampf während der Rebellion den gleichen Prinzipien gewidmet waren. Er starb am 29. September 1825 in Sparta, New York, verarmt und wohlbekannt für seine Rolle, die er in der Entstehung der amerikanischen Verfassung gespielt hatte. Begraben wurde er in Scottsburg, New York (heute ein Teil von Sparta).